# Note del guanciale

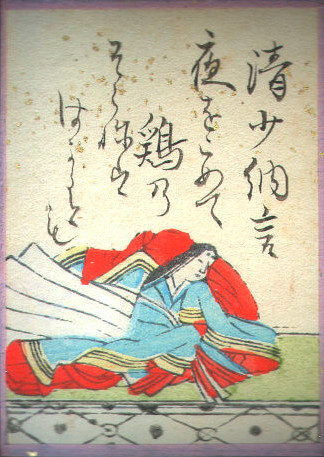
Sei Shōnagon

Note del guanciale (枕草子 Makura no Sōshi) è un'opera di Sei Shōnagon, scrittrice e poetessa giapponese, dama di compagnia dell'imperatrice Teishi dal 993 al 1001. Databile intorno all'anno 1000, il libro è ritenuto con Genji Monogatari uno dei classici della letteratura giapponese del periodo Heian.

## Titolo e diffusione
Esistono diverse opinioni riguardo al titolo. Makura (枕) è un termine generico che indica il cuscino usato dalla nobiltà per non rovinare l'acconciatura. Nel suo incavo potevano essere inseriti dei fogli per riportare eventuali annotazioni. 
La nascita del Makura no Sōshi viene descritta dall'autrice nell'epilogo del libro, nel quale molti studiosi individuano una probabile fonte del titolo: 
(Sei Shōnagon, Note del guanciale, p. 256, trad.: Lydia Origlia)
Il riferimento a una divulgazione promossa da terzi di queste Note, che l'autrice dichiara aver compilato solo per se stessa, rivelerebbe la sua funzione di artificio letterario in un altro passaggio dell'opera, dal quale risulterebbe invece chiara l'intenzionalità della composizione e della sua destinazione pubblica: 
(Sei Shōnagon, Note del guanciale, p. 109, trad.: Lydia Origlia)
È probabile che il lavoro cominciasse a circolare all'interno della corte imperiale già dal 995 e 996. Anche se non commissionato direttamente dall'entourage di corte, le Note del guanciale rispondono compiutamente ai gusti e ai desideri di uno specifico pubblico.

## Genere e valore storico
Dal punto di vista del genere, l'opera si presta a diverse classificazioni, perché estremamente composita nello stile e nei contenuti: descrizioni della vita di corte si alternano ad aneddoti, ricordi di persone, luoghi ed eventi, a rappresentazioni di animali e piante, a elenchi di "cose" (es. Cose che stancano, Cose odiose, Cose spiacevoli, Cose imbarazzanti). Ciò che unifica il testo e che lo rende particolare è lo stile dell'autrice, leggero e raffinato, giocoso ed elegante, capace di isolare nei particolari e rendere bella "ogni cosa piccola".
Per il suo contenuto variegato il testo è stato ritenuto il precursore del genere chiamato zuihitsu (随筆), costituito da miscellanee di pensieri, note sparse, citazioni, prosa libera. Tale metodo di scrittura verrà ripreso, nel periodo Kamakura, dallo Hōjōki (1212) di Kamo no Chōmei e dallo Tsurezuregusa (1331) di Yoshida Kenkō.
Alcuni studiosi hanno sottolineato il valore storico di quest'opera. Il traduttore e orientalista britannico Arthur Waley ha definito Le Note del guanciale "il documento più importante che possediamo del periodo", ritenendolo per la sua mole e varietà di contenuto una fonte estremamente ricca di informazioni sul contesto sociale e sulla vita culturale e artistica dell'epoca Heian.
Attraverso le letture citate da Sei, possiamo ricavare informazioni sui monogatari in circolazione al tempo, che oggi in gran parte abbiamo perduto. Tra quelli che si possono ancora leggere elenca: il Sumiyoshi Monogatari (住吉物語) e l'Utsuho Monogatari (宇津保物語). Fra le raccolte di poesie, il Man'yōshū (VIII secolo) e il Kokinshu (X secolo).
Il periodo in cui si colloca il libro corrisponde a una fase di lotte politiche interne al clan Fujiwara che dominò per secoli la corte imperiale grazie al ruolo di reggenti (摂関 Sesshō) ricoperto dai membri maschi della famiglia. Nel 995 la morte del padre dell'imperatrice Teishi Fujiwara no Michitaka, che aveva governato come reggente dal 990 al 993 e come Cancelliere dal 993 al 995, e la conseguente ascesa al potere del fratello Fujiwara no Michinaga, indebolirono notevolmente la posizione dell'imperatrice, fino a quel momento beneficiaria dei massimi privilegi a corte.
Quando Sei inizia a scrivere il suo libro, l'influenza di Teishi e della sua cerchia è in progressivo declino, ma ne Le note del guanciale compaiono solo deboli e rare tracce del conflitto in atto. Grande spazio viene invece assegnato alla descrizione delle glorie di corte e al mecenatismo dell'imperatrice, e il tono del libro risulta nel complesso allegro e scanzonato, in contrasto con quello dolente prevalente in altre opere del periodo Heian.
Alcuni studiosi ritengono che Sei abbia voluto deliberatamente allontanare l'attenzione dalle lotte politiche in corso, con l'obbiettivo di offrire attraverso i suoi scritti un'immagine idilliaca ed armoniosa del microcosmo di corte dell'imperatrice Teishi, sua protettrice. La lealtà e l'ammirazione nei confronti di quest'ultima renderebbero l'opera "un racconto di finzione del passato", una ri-presentazione storica, un ritratto immutabile degli splendori della corte. La descrizione selettiva degli eventi narrati confermerebbe questo intento: se confrontato con altre opere dello stesso periodo (Eiga monogatari, Ōkagami) nel quale vengono descritte l'ascesa di Michinaga al potere e la difficile situazione politica di Teishi, il libro presenterebbe numerose lacune ed omissioni. A scomparire non sarebbero solo le lotte fratricide: più in generale, ne Le Note del guanciale non ci sarebbe traccia delle calamità che si stavano abbattendo sul paese: incendi, come quello del palazzo di Michitaka, padre dell'imperatric Teishi nel terzo mese del 993 e quello successivo che interessò il palazzo che ospitava l'Imperatrice, nel sesto mese del 996; epidemie, come quella di vaiolo che contagiò l'imperatore nell'ottavo mese del 993; il terremoto che toccò la capitale nel quinto mese del 997; il tifone abbattutosi nell'ottavo mese del 998, e altri eventi funesti accaduti nel corso dell'anno mille, un anno difficile che si concluderà con la morte dell'imperatrice Teishi, protettrice di Sei Shōnagon.

## Le diverse versioni
Alcuni studi su Le Note del guanciale negli ultimi decenni si sono occupati della questione dell'organizzazione del testo. Il testo originale di Le Note del guanciale è scomparso prima della fine del periodo Heian, e nei secoli successivi sono state numerose le versioni circolate e le modifiche apportate da parte di singoli copisti, influenzati dalle diverse tendenze letterarie del tempo.
Il classicista Ikeda Kikan (1896-1956) ha per primo proposto una classificazione delle diverse tradizioni testuali esistenti, individuando 4 principali versioni, riunite in due raggruppamenti distinti sulla base dell'ordine assegnato ai diversi frammenti di cui è composto il testo: struttura mista e casuale nel caso delle versioni Nōinbon 能因本 e Sankanbon 三巻本, in cui anche le sezioni databili non si presentano disposte in ordine cronologico; riarrangiamento delle sezioni, organizzate in raggruppamenti (Liste, Diari, Brevi saggi) nelle versioni Maedabon e Sakaibon.
Studiosi come Ikeda Kikan, Watsuji Tetsuro e Haduo Shirane ritengono che la disposizione "ordinata" del contenuto dell'opera sia quella più attendibile in termini di autenticità, per altri invece la struttura originaria del testo sarebbe quella "casuale". Sebbene non sia ancora stato stabilito in termini definitivi un testo standard, nelle istituzioni accademiche in Giappone viene usato maggiormente il Sankanbon come testo base per la ricerca.
I lettori di lingua inglese hanno conosciuto Makura no soshi attraverso due traduzioni: quella di Arthur Waley (1928), che si è avvalso di un testo Nōinbon e ha tradotto solo un quarto dell'opera, e quella - 40 anni dopo - di Ivan Morris (1967), che non ha seguito un'unica linea testuale ma ha utilizzato entrambe le versioni, creando in un certo senso una propria interpretazione di Makura no soshi.
Nella traduzione italiana Lydia Origlia ritiene essere più fedele all'originale la trascrizione del 1228 attribuita al politico e letterato Fujiwara no Sadaie.
Le liste (164 capitoletti) rappresentano la parte più corposa e numerosa dei frammenti contenuti nel volume. Liste descrittive, genealogiche, descrizione di paesaggi, di animali, di categorie di persone, ma anche liste caratterizzate da un sostantivo e dalla particella enclitica wa presente ad esempio nel famoso incipit: 
(Sei Shōnagon, Note del guanciale, p. 11, trad.: Lydia Origlia)